# Decapterus koheru
 Decapterus koheru és un peix teleosti de la família dels caràngids i de l'ordre dels perciformes.

## Alimentació
Menja zooplàncton.

## Distribució geogràfica
Es troba a les costes de Nova Zelanda.